# Worcester City Football Club
Il Worcester City Football Club è una società di calcio di Worcester, città capoluogo del Worcestershire, in Inghilterra, militante nella Midland League Premier Division (una delle leghe corrispondenti al nono livello della piramide calcistica inglese).
La squadra è soprannominata City o The Blues ed ha il bianco e l'azzurro come colori sociali.

## Storia
Il Worcester City Football Club è nato nel 1902 dalla fusione di due preesistenti club di Worcester, i Worcester Rovers ed i Berwick Rangers (entrambi fondati nel 1893); nelle prime stagioni della sua storia il club gioca a livello sostanzialmente amatoriale nella Birmingham & District League, in cui rimane fino al 1938, quando si affilia alla semiprofessionistica Southern Football League. Fatta eccezione per il biennio 1940-1942 (in cui gioca nuovamente nella Birmingham & District League, in quanto le competizioni a carattere nazionale durante la seconda guerra mondiale erano state sospese), gioca poi in questa lega (comprese le sue serie inferiori in alcune stagioni) fino al 1979, anno in cui, subito dopo aver vinto per la prima volta nella sua storia la Southern Football League viene ammesso alla neonata Alliance Premier League, ovvero un campionato che de facto rappresentava la quinta divisione inglese e la prima al di fuori della Football League (anche se il formale meccanismo di promozioni e retrocessioni tra le due leghe sarebbe nato solamente nel 1986).
Dopo sei stagioni in Alliance Premier League (torneo che negli anni seguenti ha poi assunto varie denominazioni, tra cui Conference League, Conference National, Conference Premier e National League), il Worcester City gioca nuovamente in Southern Football League dal 1985 al 2004, anno in cui viene ammesso alla Conference League North, torneo che insieme alla a sua volta appena fondata Conference League South costituiva il nuovo sesto livello del calcio inglese: rimane in tale lega fino al 2017 (tra il 2008 ed il 2010 gioca in realtà nel girone South), anno in cui retrocede: su decisione della Federazione, il club viene per motivi economici ulteriormente retrocesso in Midland League, uno dei tornei inglesi di nona divisione.
Il 18 dicembre 2014, perdendo per 14-13 dopo i calci di rigore contro lo Scunthorpe Utd nel secondo turno di FA Cup, il Worcester City è stato protagonista della più lunga serie di calci di rigore nella storia di questa competizione.

## Allenatori
- Joe Smith (1929-1932)
- Danny McLennan (1961-1962)
- Eddie Stuart (1968-1971)
- Wilf Grant (1971-1972)
- Graham Newton (1973)
- Bobby Shinton (1984)
- Ally Robertson (1990-1991)
- John Barton (1999-2005)
- John Barton (2007) (interim)
- Richard Dryden (2007-2010)

## Palmarès

### Competizioni nazionali
- Southern Football League: 1

1978-1979
- Southern Football League Division One North: 2

1967-1968, 1976-1977
- Hellenic Football League: 1

2023-2024
- Southern Football League Cup: 2

1939-1940, 2000-2001

### Competizioni regionali
- Birmingham & District League: 4

1913-1914, 1924-1925, 1928-1929, 1929-1930
- Worcestershire Senior Cup: 28

1907-1908, 1908-1909, 1909-1910, 1910-1911, 1911-1912, 1912-1913, 1913-1914, 1928-1929, 1929-1930, 1932-1933, 1939-1940, 1945-1946, 1948-1949, 1955-1956, 1956-1957, 1957-1958, 1958-1959, 1960-1961, 1962-1963, 1964-1965, 1969-1970, 1977-1978, 1979-1980, 1981-1982, 1983-1984, 1987-1988, 1996-1997, 2015-2016
- Staffordshire Senior Cup: 1

1976-1977